# Kość klinowa

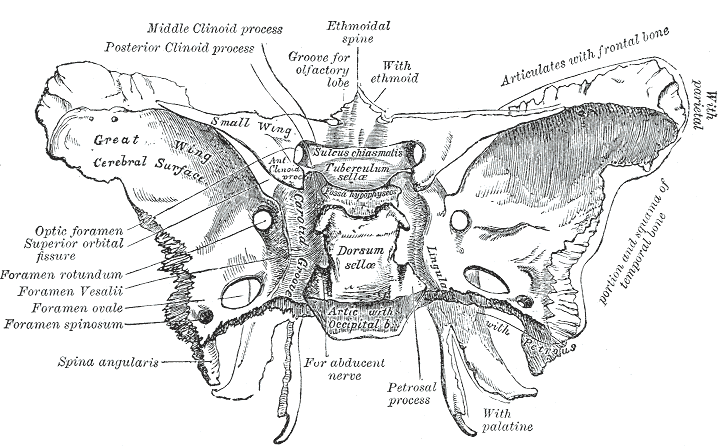
Kość klinowa − widok z góry

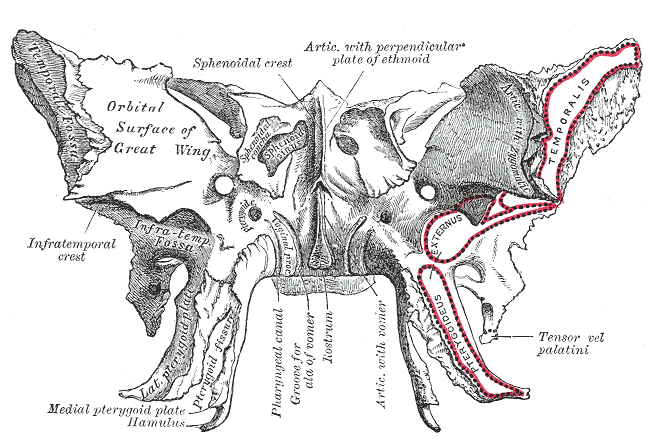
Kość klinowa − widok od przodu, widoczna część tworząca oczodół

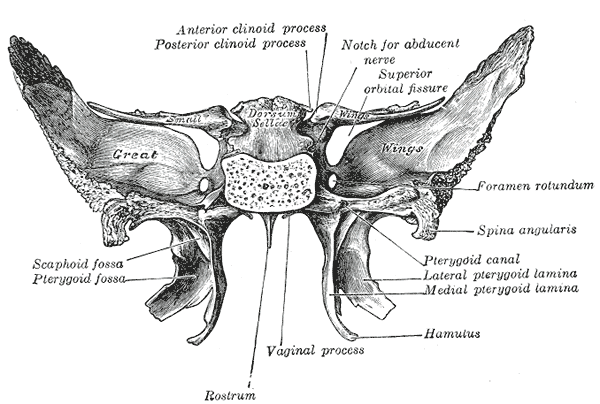
Kość klinowa − widok z tyłu

Kość klinowa (łac. os sphenoidale) – w anatomii człowieka nieparzysta kość, tworząca część środkową podstawy czaszki, wklinowana pomiędzy inne kości. Od przodu łączy się z kością czołową i kośćmi twarzy (z kością podniebienną, szczęką i z kością jarzmową), z boku z kośćmi skroniowymi, a z tyłu z kością potyliczną. Kość klinowa swoim kształtem przypomina motyla. Składa się z trzonu, ze skrzydeł większych i mniejszych oraz z wyrostków skrzydłowatych.

## Budowa

### Trzon
Stanowi jej część środkową, ma kształt nieregularnego sześcianu i zawiera w swym wnętrzu zatoki klinowe. Łączą się one z przodu z jamą nosową. Na górnej powierzchni trzonu znajduje się duże zagłębienie, zwane dołem przysadki. Od trzonu kości klinowej odchodzą trzy pary wyrostków: skrzydła większe, skrzydła mniejsze i wyrostki skrzydłowate.
Trzon kości klinowej jest kością pneumatyczną, gdyż zawiera dwie jamy wyposażone w błonę śluzową − są to zatoki klinowe.

#### Powierzchnie
Na trzonie wyróżnia się następujące powierzchnie:
- Powierzchnia górna, wyposażona w siodło tureckie posiadające guzek (tuberculum sellae, na przedzie) i grzbiet (dorsum sellae) na którym znajdują się wyniosłości − wyrostki pochyłe tylne (processus clinoidei posteriores), do których przyczepia się namiot móżdżku. Ku tyłowi przechodzi w stok. Poza tym wyrostki pochyłe środkowe (processus clinoidei medii) w przedniej części, podobnie jak bruzda przedskrzyżowania wzrokowego (sulcus prechiasmatis) przechodząca bocznie w kanał wzrokowy, a także kolec sitowy (spina ethmoidalis).
- Powierzchnia dolna − tworzy dziób klinowy (rostrum sphenoidale)
- Powierzchnia przednia − podzielona przez przebiegający pośrodkowo grzebień klinowy (crista sphenoidalis), bocznie od którego znajdują się małżowiny klinowe (conchae sphenoidales, sing. concha sphenoidalis). Ponad nimi natomiast z każdej strony jest otwór zatoki klinowej, (apertura sinus sphenoidalis), znajdujący się przyśrodkowo od dołków (foveola ethmoidalis).
- Powierzchnia tylna
- Powierzchnie boczne − złączone ze skrzydłami. Posiadają języczek klinowy (lingula sphenoidalis) oraz bruzdę tętnicy szyjnej (sulcus caroticus).

#### Brzegi i krawędzie
- krawędź klinowa (limbus sphenoidalis)

### Skrzydła większe
Skrzydła większe (alae maiores) odchodzą od bocznych powierzchni trzonu i ograniczają dół środkowy czaszki i oczodół. Przebijają je otwory, przez które przechodzą nerwy i naczynia krwionośne. Posiadają nasadę (radix dosł. korzeń).

#### Powierzchnie
- Powierzchnia oczodołowa (facies orbitalis) − uczestniczy w budowie oczodołu, jest widoczna z zewnątrz przy spoglądaniu na czaszkę z przodu. Przyśrodkowo od niej jest szczelina oczodołowa górna, poniżej niej natomiast mniejszy otwór (otwór okrągły).
- Powierzchnia skroniowa (facies temporalis)
- Powierzchnia podskroniowa (facies infratemporalis) − bierze udział w wytwarzaniu dołu podskroniowego
- Powierzchnia szczękowa (facies maxillaris)) − bierze udział w wytwarzaniu dołu skrzydłowo-podniebiennego

Wymienione cztery powierzchnie tworzą razem powierzchnię zewnętrzną.
- Powierzchnia mózgowa (facies cerebralis), zwana też wewnętrzną − współtworzy dół środkowy podstawy czaszki

#### Brzegi
- Brzeg ciemieniowy (margo parietalis)
- Brzeg jarzmowy (margo zygomaticus)

### Skrzydła mniejsze
Skrzydła mniejsze (alae minores) odchodzą od górno-przedniej części trzonu za pomocą dwóch korzeni i wchodzą w skład stropów oczodołowych.
Są dosyć cienkie. Pomiędzy ich korzeniami znajduje się kanał wzrokowy. Ograniczają od góry szczelinę oczodołową górną.
Łączą się ze sobą za pomocą łęku klinowego (jugum sphenoidale) mniej więcej w płaszczyźnie pośrodkowej.

#### Powierzchnie
- Powierzchnia górna (facies superior) − gładka, uczestniczy w tworzeniu dołu przedniego czaszki
- Powierzchnia dolna (facies inferior)

#### Brzegi
- Brzeg przedni − uczestniczy w tworzeniu szwu klinowo-czołowego
- Brzeg tylny − tworzy wyrostek pochyły przedni (processus clinoideus anterior).

### Wyrostki skrzydłowate
Wyrostki skrzydłowate (processus pterygoidei, sing. processus pterygoideus) odchodzą od powierzchni dolnej trzonu. Biegnąc pionowo w dół, ograniczają z boków nozdrza tylne jamy nosowej.
W pojedynczym wyrostku wyróżnia się blaszkę boczną (lamina lateralis) oraz przyśrodkową (lamina medialis), wyposażoną w haczyk skrzydłowy. Jest on najbardziej w dół wysuniętą częścią omawianej kości. W miejscu przylegania do siebie obu blaszek znajduje się bruzda skrzydłowo-podniebienna (sulcus pterygopalatinus), poniżej której występują one już osobno po obu stronach wcięcia skrzydłowego (incisura pterygoidea). Niżej od tegoż wcięcia natomiast i przyśrodkowo od niego przebiega bruzda haczyka skrzydłowego (sulcus hamuli pterygoidei), którą pokrywa tkanka chrzęstna, a także ścięgno mięśnia napinacza podniebienia miękkiego. Na blaszce przyśrodkowej znajduje się także sterczący przyśrodkowo od niej wyrostek pochwowy (processus vaginalis), oddzielony od reszty blaszki bruzdą podniebienno-pochwową (sulcus palatovaginalis), a od trzonu bruzdą lemieszowo-pochwową (sulcus vomerovaginalis), zamkniętą w kanał lemieszowo-pochwowy. Bocznie od niego znajduje się zaś kanał skrzydłowy (canalis pterygoideus). Spoglądając z tyłu widać także dół skrzydłowy (fossa pterygoidea), do którego przyczepia się mięsień skrzydłowy przyśrodkowy.